# Svampdjursnemertin
Svampdjursnemertin (Emplectonema spongicola) är en djurart som tillhör fylumet slemmaskar, och som först beskrevs av Bergendal 1903. Enligt Catalogue of Life ingår Svampdjursnemertin i släktet Emplectonema och familjen Emplectonematidae, men enligt Dyntaxa är tillhörigheten istället släktet Emplectonema, och ordningen Hoplonemertea. Det är osäkert om arten förekommer i Sverige. Inga underarter finns listade i Catalogue of Life.